# نزلة فرج الله متى
قرية نزلة فرج الله متى هي إحدي القرى التابعة لمركز المنيا بمحافظة المنيا في جمهورية مصر العربية. حسب إحصاءات سنة 2006، بلغ إجمالي السكان في نزلة فرج الله متى 3700 نسمة، منهم 1917 رجل و1783 امرأة.